# Oricello

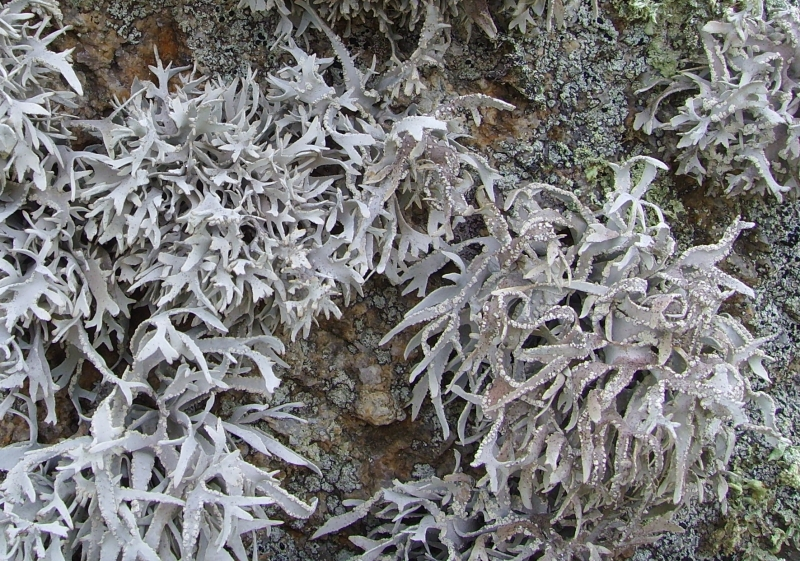
Roccella fuciformis, uno dei licheni utilizzati per la produzione dell'oricello

L'oricello è una sostanza colorante ottenuta da varie specie di licheni del genere Roccella in varie parti dell'Africa orientale, delle Canarie, dell'America.
L'oricello veniva largamente utilizzato in passato per tingere di viola la lana e la seta ed era un bene di valore che spesso veniva coltivato in appositi Orti Oricellari.
Nel periodo coloniale veniva raccolto e commercializzato da un'apposita società operante nella Somalia italiana.